# 영점프
《영점프》(YOUNG JUMP)는 서울문화사가 1994년부터 2003년까지 간행했던 주간 청소년 만화 잡지이다.

## 개요
1988년 서울문화사가 창간한 대한민국 최초의 주간 소년 만화잡지인 《아이큐점프》가 인기를 얻자 차차 독자층을 연령별로 취향 세분화를 해나가는 과정에서 1994년 창간된 청소년 만화 잡지이다. 소년 주간만화 분야에서 서울문화사의 《아이큐점프》와 경쟁하던 《소년챔프》의 출판사 대원동화가 동년에 먼저 《영챔프》를 내놓았고, 서울문화사가 이어 《영점프》를 내놓아 2대 영(YOUNG)지 체제가 구축되었다.

## 폐간
만화시장 전체적으로 만화잡지의 판매가 부진해지자 2003년 폐간되었다. 반면 대원은 《영챔프》를 격주로 유지하고 있는데, 이를 두고 순정 만화쪽에 우위를 가지고 있던 서울문화사는 《윙크》와 《밍크》, 《슈가》를 유지하는 대신 《영점프》를 폐간하고, 소년 만화쪽에서 우위를 점하고 있던 대원은 순정만화지를 《이슈》 하나만 유지하는 대신 《영챔프》를 격주로 살려나가고 있는 것으로 분석되고 있다.

## 같이 보기
- 아이큐점프